# Andrea Vicari
Andrea Vicari (Miami, 16 juli 1965) is een Brits/Amerikaanse jazzpianiste, componiste en hogeschooldocente.

## Biografie
Vicari, wier vader jazzpianist was, groeide op in Birmingham, studeerde daarna aan de Cardiff University, voordat ze haar studie in 1988/1989 vervolgde aan de Londense Guildhall School of Music and Drama. Begin jaren 1990 leidde ze eigen band, waarin o.a. Julian Argüelles, Stuart Hall en David-Jean Baptiste speelden. Daarnaast was ze werkzaam als freelance muzikante in Londen, o.a. met de gitarist Phil Robson. In 1992 kreeg ze van de Arts Council de opdracht voor een compositie voor een zeskoppig ensemble. In 1994 won ze de Peter Whittingham Award, die haar de mogelijkheid bood om het debuutalbum Andrea Vicari's Suburban Gorillas op te nemen. Midden jaren 1990 toerde ze met deze band door het Verenigd Koninkrijk. Verder werkte ze tijdens deze periode met Mornington Lockett, Phillip Bent, Don Weller, Dick Pearce, Tim Whitehead, Tim Garland, de Vortex Foundation Big Band, Art Farmer en Eddie Harris. In 2011 speelde ze met Art Themen en in de formatie Jazz Extempore, waarmee ze het album Round Trip inspeelde. Ze componeerde bovendien filmmuziek (Rise of a New Eve, 1994) en doceerde aan scholen en colleges. Tegenwoordig is ze professor aan het Londense Trinity College of Music. Ze publiceerde ook het piano-leerboek Advanced Jazz Piano Book.

## Discografie
- 1995: Lunar Spell (33Jazz) met Mornington Lockett, Phil Robson
- 2007: Tryptych (33Jazz) met Dorian Lockett en Sebastian Rochford
- 2010: Mango Tango